# Svenska mästerskapet i handboll för herrar 1934/1935
Svenska mästerskapet i handboll 1934/1935 vanns av Majornas IK. Deltagande lag var DM-vinnarna från respektive distrikt.

## Omgång 1
- Brynäs IF–Gute 23–8

## Omgång 2
- Brynäs IF–Upsala Studenters IF 14–17
- I 10 Strängnäs–Norrköpings AIS 14–12

## Omgång 3
- Castor–Sollefteå GIF 9–4
- Upsala Studenters IF–Stockholms-Flottans IF 6–13
- I 10 Strängnäs–Örebro 14–27
- Majornas IK–IF Göta 26–3
- Uddevalla–IFK Skövde 13–12 (2 förl.)
- Flottans IF Karlskrona–IFK Kristianstad 24–11

## Kvartsfinaler
- Castor–Umeå w.o.
- Stockholms-Flottans IF–Örebro 14–8
- Majornas IK–Uddevalla 21–6
- Flottans IF Karlskrona–GoIF Fram 16–8

## Semifinaler
- Castor–Stockholms-Flottans IF 3–11
- Majornas IK–Flottans IF Karlskrona 18–10

## Final
- Stockholms-Flottans IF–Majornas IK 9–10

Svenska mästare : Jarl Nyberg (mv), Åke Forslund, Henry Apelgren, Eskil Gustafsson, Agne Blomgren, Åke Gustafsson, Lars Baltzer, Stig Hjortsberg, Arne Holmqvist.